# Fokker D.XI
Le Fokker D.XI est un chasseur monoplace néerlandais des années 1920 conçu et construit par Fokker.

## Conception et développement
Le D.XI est étudié par Reinhold Platz pour Fokker. C'est un sesquiplan monoplace (l'aile inférieure est plus petite que la supérieure) avec un train d'atterrissage classique fixe. Le moteur est un Hispano-Suiza de 300 cv. Les deux radiateurs du moteur sont montés de part et d'autre du nez. Il effectue son premier vol le 23 mars 1923. Le gouvernement néerlandais ne passe pas de commande pour des raisons budgétaires, mais 117 exemplaires sont exportés. Il y a eu quelques adaptations selon les demandes des clients.[réf. nécessaire]

## Historique opérationnel
- Le principal client est l'URSS qui exploite l'avion jusqu'en 1929.
- L'armée américaine achète trois avions pour évaluation. Appelés PW-7 ils sont propulsés par un Curtiss D.12 de 440 cv.
- Une commande de 50 avions pour l'Allemagne est annulée.
- La Suisse achète en 1925 deux avions non armés pour des tests. L'avion ne convainc pas les pilotes qui le trouvent délicat à décoller et à poser et dangereux en combat et les troupes d'aviation décident de ne pas armer ces avions et de les cantonner à l'entrainement des meilleurs pilotes. Un des avions subit des dégâts lors d'une "mise en pylône" lors d'un roulage au sol. Le moteur est démonté, vérifié et remonté mais lors du vol d'essai le pilote rate son atterrissage et éparpille le Fokker sur 150 mètres se blessant légèrement. L'appareil est irréparable. Le deuxième avion, à bout de potentiel, est réformé en 1939[1].

## Utilisateurs
Argentine

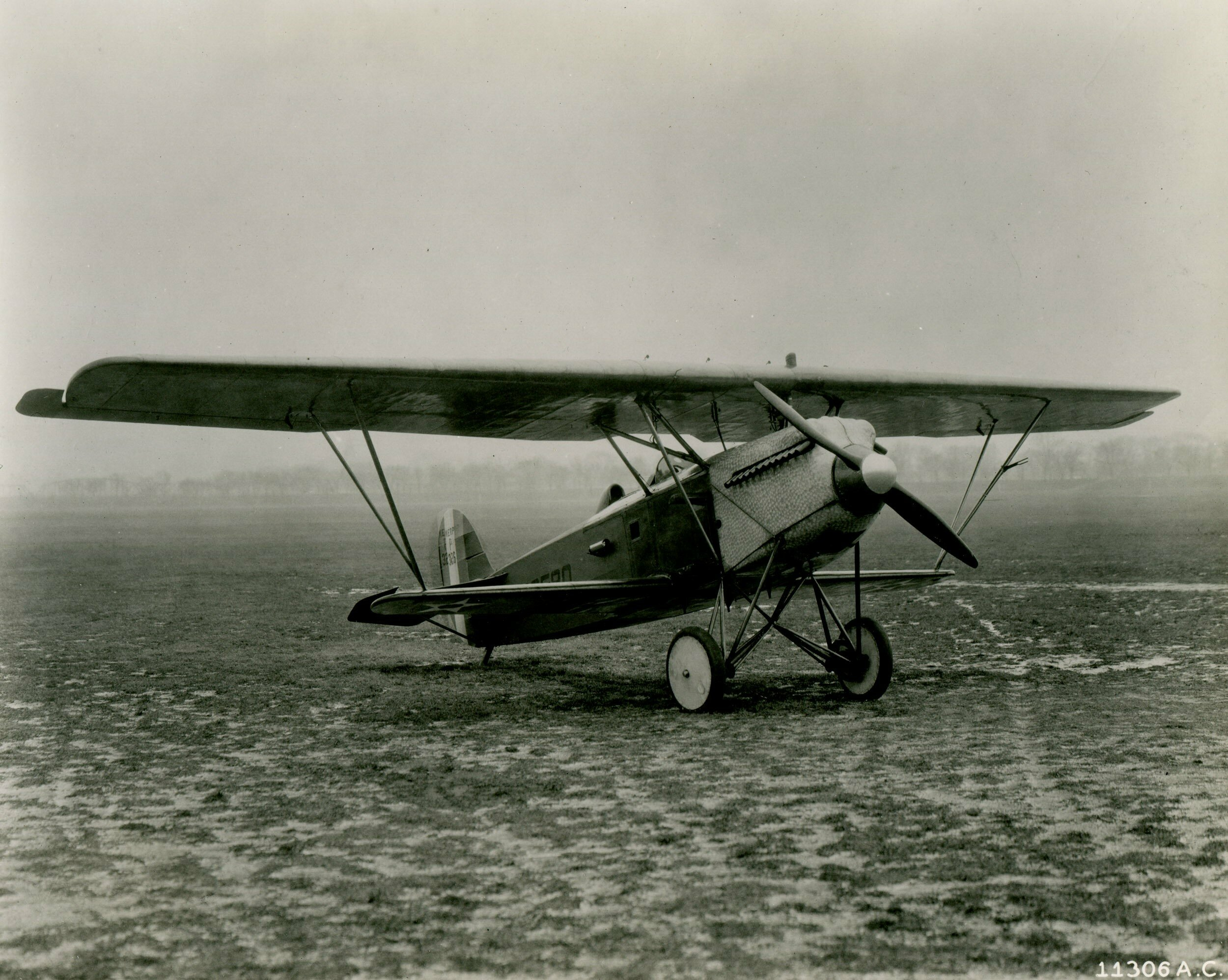
Fokker PW-7

- L'aviation de l'armée argentine a utilisé un avion[2]

 Roumanie
- Force aérienne royale roumaine - 50 avions achetés en 1925

 Union soviétique
- Force aérienne soviétique

 Espagne
- Armée de l'air espagnole

 Suisse
- Forces aériennes suisses

 États-Unis
- Service aérien de l'armée des États-Unis